# Copiah megye
Copiah megye az Amerikai Egyesült Államokban, azon belül Mississippi államban található. Megyeszékhelye Hazlehurst, legnagyobb városa Crystal Springs. Lakosainak száma 28 368 fő (2020. április 1.). Copiah megye Hinds, Lincoln, Simpson, Lawrence, Jefferson, Claiborne és Rankin megyékkel határos.

## Népesség
A megye népességének változása:
| Lakosok száma | 7001 | 11 794 | 15 398 | 27 552 | 30 233 | 35 914 | 29 419 | 28 964 | 28 921 | 28 368 |
|               | 1830 | 1850   | 1860   | 1880   | 1890   | 1910   | 2010   | 2012   | 2013   | 2020   |